# Fahrenheit 451
Fahrenheit 451 je distopični roman ameriškega pisatelja Rayja Bradburyja, ki je prvič izšel leta 1953. Po romanu je bil leta 1966 posnet istoimenski film, v nastajanju pa je tudi nova filmska priredba v režiji Franka Darabonta.
Koncept romana je Bradbury razvil sprva v obliki kratke zgodbe z naslovom »Bright Phoenix« v zgodnjih letih vietnamske vojne. Izraža kritiko takratne ameriške družbe, ki je bila po mnenju avtorja vedno bolj disfunkcionalna. Po avtorjevih besedah ne gre toliko za nasprotovanje cenzuri kot za kritiko sodobnih medijev, ki poneumljajo ljudi s kopičenjem populističnih podatkov brez konteksta.

## Zgodba
Opisuje ameriško družbo prihodnosti, ki se vdaja hedonizmu in v kateri je kritična presoja nezaželena. Še posebej negativno so obravnavane knjige, ki so prepovedane. Tisti, ki ga ujamejo pri branju, je v najboljšem primeru zaprt v umobolnico, knjige pa uničujejo gasilci, ki jim je zažiganje vsega čtiva glavno poslanstvo. 451 °F (232 °C) je temperatura, ob kateri se papir in knjige spontano vžgejo.
Glavni lik je gasilec Guy Montag, ki prične proti pravilom zbirati in brati knjige, kar v njem vzbudi dvome o smiselnosti take družbene ureditve. Kmalu spozna somišljenike, hkrati pa pade v nemilost na delovnem mestu in pri oblasteh, ki izkoriščajo situacijo za udobno vladanje.